# 800 mètres masculin aux championnats du monde d'athlétisme en salle 2018
Pour un article plus général, voir Championnats du monde d'athlétisme en salle 2018.
Navigation
2016 2020
L'épreuve du 800 mètres masculin des championnats du monde en salle 2018 se déroule les 2 et 3 mars 2018 à la Barclaycard Arena de Birmingham, au Royaume-Uni.

## Résultats

### Finale
| Rang               | Athlète          | Pays            | Temps   | Notes |
| ------------------ | ---------------- | --------------- | ------- | ----- |
| Médaille d'or      | Adam Kszczot     | Pologne         | 1:47.47 |       |
| Médaille d'argent  | Drew Windle      | États-Unis      | 1:47.99 |       |
| Médaille de bronze | Saúl Ordóñez     | Espagne         | 1:48.01 |       |
| 4                  | Elliot Giles     | Grande-Bretagne | 1:48.22 |       |
| 5                  | Álvaro de Arriba | Espagne         | 1.48:51 |       |
| 6                  | Mostafa Smaili   | Maroc           | 1:48.75 |       |

### Séries
| Rang | Série | Athlète          | Pays            | Temps   | Notes    |
| ---- | ----- | ---------------- | --------------- | ------- | -------- |
| 1    | 1     | Álvaro de Arriba | Espagne         | 1:45.44 | Q        |
| 2    | 1     | Elliot Giles     | Grande-Bretagne | 1:45.46 | Q, PB    |
| 3    | 1     | Drew Windle      | États-Unis      | 1:45.52 | q, PB    |
| 4    | 2     | Adam Kszczot     | Pologne         | 1:47.02 | Q        |
| 5    | 2     | Mostafa Smaili   | Maroc           | 1:47.08 | Q        |
| 6    | 2     | Saúl Ordóñez     | Espagne         | 1:47.11 | q        |
| 7    | 1     | Andreas Kramer   | Suède           | 1:47.21 |          |
| 8    | 1     | Hamada Mohamed   | Égypte          | 1:47.65 | NR       |
| 9    | 2     | Antoine Gakeme   | Burundi         | 1:49.66 |          |
|      | 2     | Donavan Brazier  | États-Unis      | DQ      | 163.3(A) |

## Légende
Records et Performances
- AR : Record continental (area record)
- CR : Record des championnats (championship record)
- MR : Record du meeting (meet record)
- NR : Record national (national record)
- OR : Record olympique (olympic record)
- PR : Record paralympique (paralympic record)
- PB : Record personnel (personal best)
- SB : Meilleure performance personnelle de la saison (season's best)
- WL : Meilleure performance mondiale de l'année (world leader)
- WJR : Record du monde junior (world junior record)
- WR : Record du monde (world record)

Circonstances et Conditions
- DNF : N'a pas terminé (did not finish)
- DNS : N'a pas pris le départ (did not start)
- DQ : Disqualification (disqualification)
- NM : Aucun essai valable enregistré (No Mark)
- Q : Qualifié « directement » au prochain tour (ou à la prochaine compétition), lors d'une compétition majeure, grâce au classement ou à la réalisation des minima (automatic qualifier)
- q : Qualifié au prochain tour (ou à la prochaine compétition), lors d'une compétition majeure, grâce au repêchage ou à la réalisation de l'une des meilleures performances parmi celles des « non qualifiés directement » (grâce au meilleur temps ou à la meilleure distance par exemple) (secondary qualifier)